# Hadromerida
Hadromerida era una orden perteneciente a la subclase Tetractinomorpha ahora en desuso e integrado en la subclase Heteroscleromorpha.

## Familias
Placospongiidae - Polymastiidae - Suberitidae - Tethyidae - Timeidae